# شادی رضایی
شادی رضایی (زادهٔ ۲۵ اردیبهشت ۱۳۷۰) مربی فوتبال و بازیکن پیشین فوتبال اهل ایران است. او همچنین به‌عنوان سرمربی باشگاه فوتبال زنان پرسپولیس در لیگ برتر زنان ایران توانست این تیم را به لیگ برتر بیاورد و جای خود را به مریم آزمون داد.
دستاوردهای او به‌عنوان سرمربی شامل یک قهرمانی در لیگ دسته دوم فوتبال زنان ایران و دو قهرمانی در لیگ دسته یک فوتبال زنان ایران می‌شود.
او نخستین سرمربی تاریخ پرسپولیس پس از انقلاب ۱۳۵۷ بوده است.

## زندگی شخصی و دوران نخستین
شادی (مینا) رضایی زادهٔ ۲۵ اردیبهشت ۱۳۷۰ است. او همواره در فوتبال و فوتسال زنان ایران کار کرده است و خود، بنیانگذار یک آموزشگاه فوتبال دختران به نام تیکا در تهران نیز است. او در خانواده‌ای ورزشی رشد کرد و از کودکی به فوتبال دلبستگی داشته است. او افزون بر کارهای حرفه‌ای ورزشی، دارای مدرک کارشناسی ارشد در رشته فیزیولوژی ورزشی است.
شادی رضایی دربارهٔ پیشینه کاری خود، در گفت‌وگویی در ۲۰۲۴ با وبگاه پرسپولیس گفت: «سال ۱۳۹۰ هنگامی که ۲۰ سال داشتم، نخستین مدرک مربیگری را گرفتم. از همان زمان، کار مربی‌گری را شروع کردم و بازیکن-مربی بودم. فعالیت به عنوان بازیکن را البته به خاطر تحصیلات، زود رها کردم».
او همچنین دارای مدرک A آسیا نیز است.
او سرمربی باشگاه پیکان تهران نیز بوده است و مقام سوم لیگ دسته یک کشور را در فصل ۱۴۰۱ به دست آورده است. برای زمان کوتاهی نیز سرمربی آوا تهران در لیگ برتر بوده است. 

## دوران مربیگری

### پرسپولیس
در فصل ۰۴–۱۴۰۳، تیم فوتبال زنان پرسپولیس برای نخستین‌بار پس از انقلاب، راه‌اندازی شد. باشگاه پرسپولیس شادی رضایی را برای سرمربیگری تیم، برگزید تا او نخستین سرمربی پرسپولیس پس از انقلاب شود.
او در یکی از نخستین مصاحبه‌ها پس از سرمربیگری پرسپولیس گفت: «تیمی درخور نام پرسپولیس را راهی مسابقات می‌کنیم».

## دستاوردها و افتخارها

### سرمربی
شاهین پارس
- لیگ دسته دو فوتبال زنان ایران: ۱ قهرمانی

تیکا تهران
- لیگ دسته یک فوتبال زنان ایران: ۱ قهرمانی

پرسپولیس
- لیگ دسته یک فوتبال زنان ایران: ۱ قهرمانی[۱۷]